# سوپر جام اروپا ۱۹۹۷

ترکیب اولیه دورتموند و بارسلونا در سوپرجام اروپا ۱۹۹۷

فینال سوپر جام اروپا ۱۹۹۷، رقابت پایانی سوپر جام اروپا است که مابین دو تیم باشگاه فوتبال بارسلونا و باشگاه فوتبال بروسیا دورتموند برگزار شده‌است.
این مسابقه که در تاریخ‌های ۸ ژانویه ۱۹۹۸ و ۱۱ مارس ۱۹۹۸ انجام شده‌است در مجموع با نتیجه ۳ بر ۱ به سود باشگاه فوتبال بارسلونا به پایان رسید.